# Weeyo Lobus
Weeyo Lobus è una struttura geologica di 486958 Arrokoth di circa 15,4 km di diametro.
È per dimensioni il minore dei due lobi che costituiscono Arrokoth.
Il suo nome, in linea con la convenzione adottata per le strutture geologiche di Arrokoth, riprende la parola che indica il cielo in lingua fula.